# باو ولی، نبراسکا

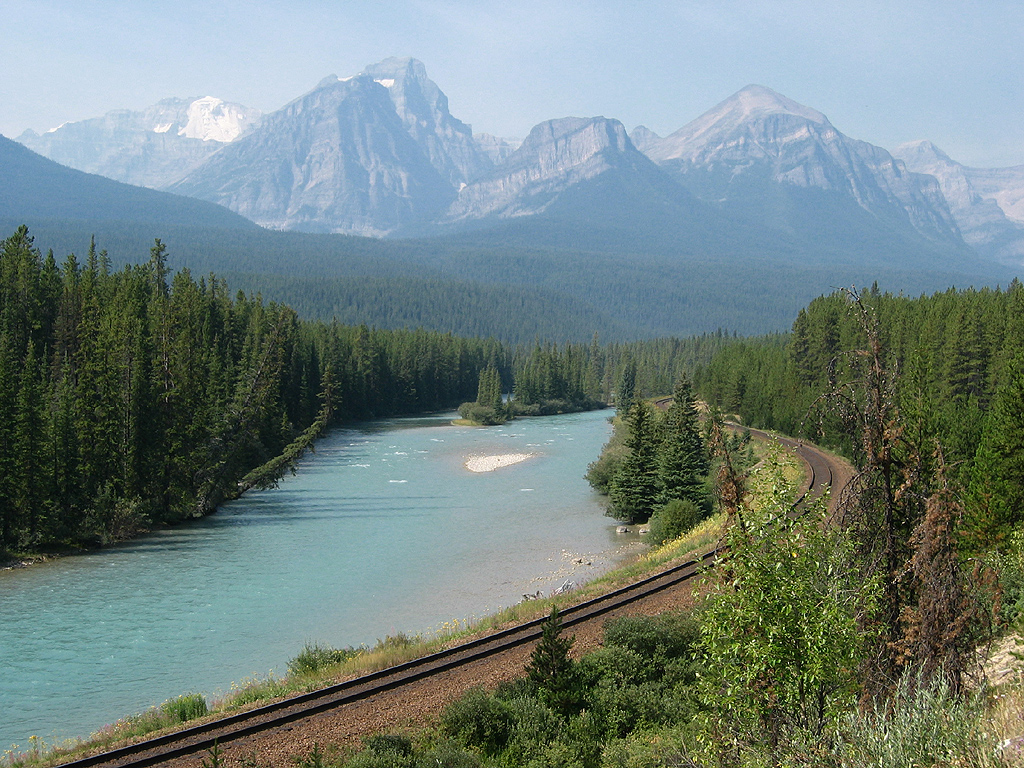
تصویری از شهر باو ولی، نبراسکا

باو ولی(به انگلیسی: Bow Valley) شهری در ایالت نبراسکا کشور ایالات متحده آمریکا است که جمعیت آن در سرشماری سال ۲۰۱۰ میلادی، ۱۱۶ نفر بوده‌است.